# Franz Hössler
Franz Hössler (Oberdorf, 4 febbraio 1906 – Hameln, 13 dicembre 1945) è stato un militare tedesco.

## Biografia
È stato direttore della cucina da campo nel campo principale di Auschwitz tra il 1940 e il 1941 e anche Rapportführer per un breve periodo. Nel 1942 ha comandato la squadra dei prigionieri a Miedzybrodzie vicino a Zywiec, dove i prigionieri costruirono una casa di riposo per le SS, conosciuta come Sola Hutte. Tra il 1942 e il 1943 ha comandato varie squadre prigionieri, tra i quali il Sonderkommando, poi ha lavorato nella sezione per l'occupazione. Dal 27 agosto 1943 al gennaio 1944 è stato capo del campo femminile di Birkenau, è stato poi trasferito a Dachau, dove comandava una squadra in uno dei locali sotto-campi fino a giugno 1944, quando è tornato ad Auschwitz dove fu comandante del campo base fino all'evacuazione. Nel 1945 è stato membro della guarnigione di Mittlebau-Dora, dopo l'evacuazione di questo campo nel mese di aprile 1945 è stato trasferito a Bergen-Belsen, dove è stato catturato dagli inglesi. Processato per crimini di guerra, fu giudicato colpevole e giustiziato il 13 dicembre 1945 a Hameln insieme al comandante del campo Josef Kramer.

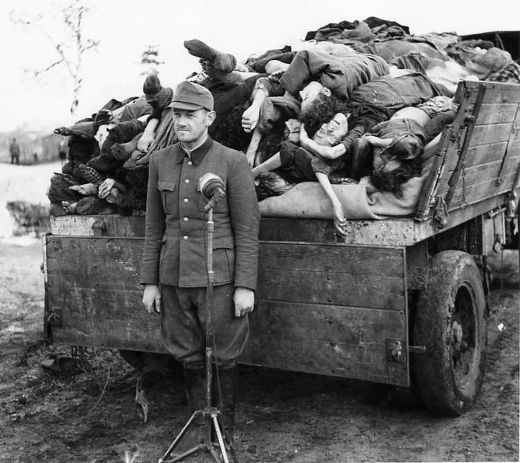
Franz Hössler a Bergen-Belsen nell'aprile del 1945.